# Rado Šturm
Rado Šturm, slovenski agronom, * 26. julij 1893, Zgornja Bistrica, † 8. februar 1960, Ljubljana.

## Življenje in delo
Rodil se je v družini kmeta posestnika Jakoba in kmetice Terezije Šturm rojene Vrhovšek. Obiskoval ljudsko šolo v Slovenski Bistrici in klasično gimnazijo v Mariboru, kjer je leta 1914 maturiral, po mobilizaciji pa častniško šolo avstrijske vojske (1914/1915). Služil je na Soški fronti, kjer je bil tudi težko ranjen. Po kapitulaciji Avstro-Ogrske se je pridružil Maistrovim borcem za severno mejo. Nato je na Dunaju (1919–1922) študiral agronomijo in leta 1922 diplomiral. Med drugim je vodil varstvo rastlin na Kmetijski poskusni in kontrolni postaji v Mariboru (1932–1935) ter bil 1945–1952 referent za varstvo rastlin pri ministrstvu za kmetijstvo in gozdarstvo in na Kmetijskem znanstvenem zavodu Slovenije v Ljubljani. V letih 1952−1956 je urejal kmetijsko bibliografijo na Agronomski in gozdarski fakulteti v Ljubljani. Objavil je knjigi Krompir (Celje, 1937), Zemlja. Obdelava in vremenski vplivi (Ljubljana, 1948), Bibliografijo iz sadjarstva, vinarstva in vrtnarstva za leta 1953–1955 (Sadjarstvo, vinarstvo in vrtnarstvo, 1957) ter več strokovnih člankov o varstvu rastlin.